# کوسیباندا
کوسیبنادا (کوسیگباندا)، که قبلا به شکل بحث برانگیزی گوشکینباندا، خوانده می‌شد خدای بین‌النهرینی حامی زرگران و نقره‌کاران بود.

## نام و شخصیت
نام کوسیباندا به خط میخی به صورت dKUG.GI.BÀN.DA نوشته می‌شد. به گفتهٔ جولیا کرول، قرائت پیشنهادی دیگر، Guškinbanda، امروزه دیگر مورد استفاده قرار نمی گیرد. ویلفرد جی. لمبرت با این وجود استدلال کرده است که از آنجایی که guškin قرائتی رایج از دو نشانهٔ اول است، اجماع مدرن ممکن است نادرست باشد. موضع لمبرت توسط فرانک سیمونز نیز حمایت می شود.
کوسیباندا به عنوان زرگر و نقره‌ساز الهی شناخته می‌شد. او به عنوان خدای سرپرست هر دو پیشه خدمت کرد. در حماسه ارا از او به عنوان «ایجادکنندهٔ خدا و انسان که دستانش تقدیس شده» یاد شده است. فرض بر این است که این قطعه، نقش او را در آیین‌هایی که بر شکل‌دهی مجسمه‌ها متمرکز است، منعکس می‌کند.

## ارتباط با سایر خدایان
بر اساس آن = آنوم (لوح I، سطر ۳۱۶)،  کوسیباندا همسر نینیما بود، گرچه سنتی نیز وجود داشت که بر طبق آن، این الهه همسر نینورتا است.

## پرستش
اولین گواهی کوسیباندا مربوط به دوره اور سوم است.